# Eotragus cristatus
Espèce
Synonymes
- Antilope cristata Biedermann, 1873[1]

Eotragus cristatus est une espèce éteinte de mammifères de la famille des Bovidae.

## Systématique
L'espèce Eotragus cristatus a été initialement décrite en 1873 par le paléontologue suisse Wilhelm Gustav Adolf Biedermann (d) (1829-1900) sous le protonyme d’Antilope cristata.